# Foszfolipidek

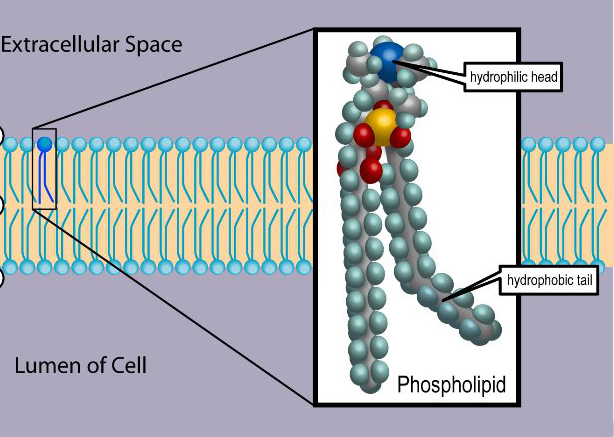
Foszfolipidek elrendeződése a sejtmembránokban.

A foszfatidilkolin, a lecitin fő összetevőjének, illetve a kolinerg idegsejtek acetilkolin-szintéziséhez való kolinforrásának szerkezeti képlete.

A foszfolipidek, más néven foszfatidok olyan lipidek, amelynek molekulájában egy foszfátcsoportot tartalmazó hidrofil „fej” és két, zsírsavakból levezethető hidrofób „farok” található. A tengerekben jelen lévő foszfolipidekben általában kötött állapotban jelen vannak az omega-3 zsírsavak, mint amilyen az EPA és a DHA. A foszfátcsoport módosítható egyszerű szerves molekulákkal, például kolinnal, etanolaminnal vagy a szerinnel.
A foszfolipidek a sejtmembrán kulcselemei. Az amfifilitásuk miatt formálhatnak lipid kettős réteget. Az eukarióták sejtmembránjai egy másik lipidet is tartalmaznak a foszfolipidek között, a szterolt. Ez lehetővé teszi a két dimenzióban való rugalmasságot a töréssel szembeni mechanikai erősséggel együtt. Tisztított foszfolipideket is előállítanak, amiket a nanotechnológiában és az anyagtudományban használnak.
Az első foszfolipidet, a lecitint 1845-ben fedezte fel tyúktojássárgájában Théodore Nicolas Gobley francia kémikus, gyógyszerész.

## A foszfolipidek a biológiai membránokban

### Elrendeződés
A foszfolipidek amfifilek. Hidrofil részük általában negatívan töltött foszfátcsoportot tartalmaz, míg hidrofób részük „farkakból”, hosszú zsírsavmaradékokból áll.
Vizes oldatban a foszfolipideket hidrofób kölcsönhatások irányítják, amik miatt a zsírsavas farkak úgy rendeződnek el, hogy a vízzel való kölcsönhatásuk a lehető legkisebb legyen. Az eredmény gyakran egy foszfolipid kettős réteg: egy két, egymással ellentétes elrendeződésű foszfolipid-molekulákból álló rétegből álló membrán, melyek fejei a folyadéknak vannak kitéve, és a farkai a membrán közepébe irányulnak. Ez a sejtek és néhány más biológiai szerkezet leggyakoribb membránszerkezete, mint például a vezikuláké vagy a vírusoké.

A foszfolipid kettős rétegek a sejtmembrán szerkezetének fő alkotóelemei.

A biológiai membránokban a foszfolipidek gyakran más molekulákkal együtt szerepelnek (például fehérjékkel, glikolipidekkel, szterolokkal) egy kettős rétegben, mint amilyen a sejtmembrán. A lipid kettős rétegek akkor fordulnak elő, ha hidrofób farkak egymással szemben vannak, így alkotva a víz felé forduló hidrofil fejekből membránt a két oldalon.

## Fontos foszfolipidek

### Diacilglicerid-struktúrák
- Foszfatidsav (foszfatidát) (PA)
- Foszfatidiletanolamin (kefalin) (PE)
- Foszfatidilkolin (lecitin) (PC)
- Foszfatidilszerin (PS)
- Foszfoinozitidok:
  - Foszfatidilinozitol (PI)
  - Foszfatidilinozitol-foszfát (PIP)
  - Foszfatidilinozitol-biszfoszfát (PIP2) és
  - Foszfatidilinozitol-triszfoszfát (PIP3)

### Foszfoszfingolipidek
- Ceramid-foszforilkolin (szfingomielin) (SPH)
- Ceramid-foszforiletanolamin (szfingomielin) (Cer-PE)
- Ceramid-foszforillipid

## Alkalmazás
A foszfolipideket széles körben alkalmazták a helyi, orális és parenterális gyógyszerek liposzomális, etoszomális és egyéb nanokészítményeinek előkészítését különféle okokból, mint például a jobb biológiai hasznosíthatóság, a kisebb toxicitás és a nagyobb hártyákon keresztül lévő permeabilitás. A liposzómák gyakran foszfatidilkolinnal dúsított foszfolipidekből állnak, és tartalmazhatnak vegyes, felületaktív foszfolipidláncokat is. A ketokonazol etoszomális készítménye ígéretes lehetőség a bőrön keresztül történő bejuttatásra gombás fertőzések megelőzésére.

## Szimulációk
A foszfolipidek számítógépes szimulációit gyakran molekuladinamikai úton, erőmezők használatával hajtják végre, mint amilyenek a GROMOS, a CHARMM vagy az AMBER.

## Jellemzés
A foszfolipidek optikailag erősen kettős törők, azaz törésmutatójuk a tengelyük mentén változik, nem pedig arra merőlegesen. A kettős törés keresztpolarizálók használatával mérhető meg egy mikroszkópban, amivel például egy vezikula faláról kapható kép, vagy duális polarizációs interferometriával, amivel a lipidek sorrendjét vagy a benne lévő zavart lehet a kettős rétegekben számszerűsíteni.

### Analízis
Nincs egyszerű módszer a foszfolipidek elemzésére, mert a különböző foszfolipid speciesek közti kis polaritástartomány az észlelést megnehezíti. Az olajkémikusok gyakran spektroszkópiát használnak, hogy meghatározzák a foszformennyiséget, és ebből a foszfolipidek közelítő tömegét kiszámítsák a várt zsírsavspeciesek moláris tömegei alapján. A modern lipidkivonás az analízis abszolútabb módszereit használja, mint amilyenek a mágnesesmagrezonancia-spektroszkópia (NMR-spektroszkópia), különösen a 31P-NMR, míg a HPLC-ELSD viszonylagos értékeket ad.

## Foszfolipid-szintézis
A foszfolipid-szintézis az endoplazmatikus retikulum citoszolos oldalán történik, ami a szintézisben (GPAT, LPAAT-aciltranszferázok, foszfatáz és kolin-foszfotranszferáz) és az allokációban közrejátszó fehérjéket tartalmaz (flippáz és floppáz). Végül azon vezikula indul el az ER külső levélkéjéről, melyben lévő foszfolipidek végcélja a citoplazmatikus sejtmembrán, és amelyikben lévőké pedig az exoplazmatikus sejtmembrán, az a belső levélkéről indul.

## Forrásai
Az iparilag előállított foszfolipidek gyakori forrásai a szója, repcemag, napraforgó, tyúktojás, tehéntej, halikra stb. Minden forrásnak mások a foszfolipidfajtái, akárcsak a zsírsavak esetén, ezért eltérőek a felhasználásai az élelmiszer-, a gyógyszeriparban és a kozmetikában.

## A szignáltranszdukcióban
Egyes foszfolipidtípusok lebonthatók másodlagos jelátvivőkként funkcionáló molekulákra. Például a foszfatidilinozitol-(4,5)-biszfoszfátot (PIP2) lebonthatja a foszfolipáz-C enzim inozitol-trifoszfáttá (IP3) és diacilglicerinné (DAG), amik mindketten a Gq típusú G-fehérje funkcióit hajtják végre bizonyos ingerek hatására, és számos folyamatban közreműködnek a neuronok hosszútávú hatékonyságcsökkenésétől a kemokin receptorok által elkezdett leukocita-szignálútvonalakig.
A foszfolipidek a prosztaglandin-szignálútvonalakban is közreműködnek mint a lipázok által felhasznált nyersanyag, amiből a prosztaglandin-prekursorokat állítják elő. A növényekben a jazmonsav előállításához szolgálnak nyersanyagként, ami egy, a prosztaglandinokhoz hasonló növényi hormon, ami a patogének elleni védekező választ váltja ki.

## Használata ételekben
A foszfolipidek emulgeálószerekként funkcionálhatnak, lehetővé téve az olajoknak a vízzel való kolloidképzést. A foszfolipidek a tojássárgájában található lecitin egyik összetevője, ezenkívül szójababokból is kinyerik, számos termékben élelmiszer-adalékanyagként használják, és étrend-kiegészítőként is használják. A lizolecitineket általában víz-olaj emulziókhoz használják, mint amilyen a margarin, a magasabb HLB arány miatt.

## Foszfolipid-származékok
- Természetes foszfolipid-származékok:
tojás-PC (tojáslecitin), tojás-PG, szója-PC, hidrogénezett szója-PC, szfingomielin természetes foszfolipidekként.
- Szintetikus foszfolipid-származékok:
  - Foszfatidsav (DMPA, DPPA, DSPA)
  - Foszfatidilkolin (DDPC, DLPC, DMPC, DPPC, DSPC, DOPC, POPC, DEPC)
  - Foszfatidilglicerin (DMPG, DPPG, DSPG, POPG)
  - Foszfatidiletanolamin (DMPE, DPPE, DSPE DOPE)
  - Foszfatidilszerin (DOPS)
  - PEG-foszfolipid (mPEG-foszfolipid, poliglicerin-foszfolipid, funkcionalizált foszfolipid, terminális aktivált foszfolipid)

## Fordítás
Ez a szócikk részben vagy egészben  a   Phospholipid című angol Wikipédia-szócikk fordításán alapul.  Az eredeti cikk szerkesztőit annak laptörténete sorolja fel. Ez a jelzés csupán a megfogalmazás eredetét és a szerzői jogokat jelzi, nem szolgál a cikkben szereplő információk forrásmegjelöléseként.